# George Martin

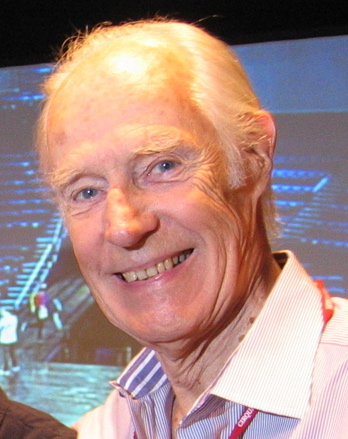
George Martin, 2006

Sir George Henry Martin, CBE (* 3. Januar 1926 in Holloway, jetzt: London Borough of Islington, England; † 8. März 2016 in Swindon, Wiltshire), war ein britischer Musikproduzent. Er war zudem musikalischer Arrangeur, beeinflusste maßgeblich die Karriere der Band The Beatles und schuf für sie und andere Bands trendsetzende Aufnahmen. Deswegen gehört er zu den Personen, denen die Medien den Status „fünfter Beatle“ zuerkannt haben. Er gilt als einer der bedeutendsten Musikproduzenten. 

## Werdegang
Im Jahr 1942 gründete er eine Schul-Tanzband, die er George Martin & The Four Tune Tellers nannte. Zwischen 1943 und 1947 war er beim Fleet Air Arm der Royal Navy als Beobachter in Flugzeugen eingesetzt, danach studierte er ab September 1947 drei Jahre an der berühmten Guildhall School of Music and Drama Komposition und klassische Musikorchestration. Zunächst ging er Anfang 1950 zum BBC-Musikarchiv. Auch für den Radiophonic Workshop der BBC war er tätig, für den er dessen erste kommerzielle Veröffentlichung, den Song Time Beat (erschienen unter dem Pseudonym Ray Cathode), betreute. Im Oktober 1950 kam Martin zum Schallplattenkonzern EMI und wurde dort beim Plattenlabel Parlophone als Assistent des Labelchefs Oscar Preuss eingestellt.

### Erste Aufgaben
Parlophone war eigentlich ein Klassik-Label und galt neben seinen Schwester-Labels HMV, Columbia und Regal Zonophone als unbedeutend, doch unter Martin entwickelte es sich zunächst zu einem bedeutenden Jazz- und Comedy-Label. Die erste selbstständige Produktion Martins entstand mit Humphrey Lytteltons Jazzband, die am 25. Oktober 1950 die Titel Trouble in Mind / Panama Rag (Parlophone #R3346) einspielten. Es folgten am 22. November 1950 Get Out of Here And Go On Home, am 24. Januar 1951 wurden der Trog’s Blues und der Wolverine Blues aufgenommen. Im August 1951 entstanden für Sidney Torch & Orchestra La Muse Legere / Barwick Green (#R3418). Dann produzierte Martin im Jahr 1951 Klassik-Aufnahmen vom London Baroque Ensemble (Dirigent: Karl Haas) mit Mozart-Kompositionen, veröffentlicht auf einer LP im Oktober 1952. Es folgte im August 1952 für Eve Boswell Sugar Bush / I’m Yours (#R3561), im Dezember 1952 wurde die Single I Went to Your Wedding / I Will Never Change von Dick James veröffentlicht. James sollte später zu einem der einflussreichsten und erfolgreichsten britischen Musikverleger und -unternehmer werden, der die Kompositionen der Beatles verwaltete und Elton John entdeckte. George Martins erste Produktion, die in die britischen Charts gelangte, war Pickin’ A Chicken, wiederum von Eve Boswell, entstanden im Oktober 1955 und mit Rang neun der britischen Charts belohnt.

Peter Ustinov – Mock Mozart

Als weiterer wichtiger Zweig des Parlophone-Katalogs entwickelten sich Comedy-Aufnahmen, die maßgeblich durch Martin produziert wurden. Erster namhafter Titel war die Satire-Platte Phoney Folk Lore / Mock Mozart von Peter Ustinov, entstanden im Dezember 1952. Hinzu kam Filmkomiker Peter Sellers, der unter Regie von Martin am 10. November 1953 die Single Jakka And The Flying Saucers herausbrachte. Spike Milligans erste Single You Gotta Go Oww! entstand am 19. November 1956. Sellers und Milligan gehörten zu den Autoren und Stars der BBC-Radiosendung Goon Show, mit denen Martin gearbeitet hat. Messbare Hitparadenerfolge waren das nicht, erst die im November 1960 veröffentlichte Humorplatte Goodness, Gracious Me mit Peter Sellers und Sophia Loren brachte es auf den vierten Rang.

### Weitere Jazzbands

Johnny Dankworth – Experiments With Mice

Martin produzierte auch die Jazzband Johnny Dankworth Seven, deren erste Parlophone-Single Honeysuckle Rose am 10. Februar 1953 entstand. Durch diese und andere Jazzbands wie Freddy Randalls Band (beginnend ab April 1951), Jack Parnells Band (ab Juli 1951), Sidney Torch & His Orchestra (ab August 1951) oder Joe Daniels & His Jazz Group (ab Dezember 1952) folgten Produktionen für weitere Jazzbands. Hierdurch verwandelte sich das Repertoire des Parlophone-Labels allmählich zu einem Jazzlabel, während die Bedeutung der Klassik kontinuierlich abnahm. George Martin produzierte inzwischen ausnahmslos alle Jazzbands des Labels. Es bedurfte noch einer Vielzahl von Produktionen, bis am 10. Mai 1956 der Titel Experiments With Mice für Johnny Dankworth entstand, der mit einer ersten Hitparadennotiz – Rang sieben – belohnt wurde. Inzwischen wurde Martin durch Pensionierung seines Vorgängers Oscar Preuss im April 1955 zum Chef von Parlophone Records ernannt und war damit der jüngste Labelchef im EMI-Konzern.
Als Lytteltons Saturday Jump am 9. Dezember 1958 aufgenommen wurde, hatten die britischen Plattenfirmen bereits die Suche nach britischen Rock-’n’-Roll-Interpreten begonnen. Denn zwischen Juli 1957 und November 1958 dominierten die amerikanischen Hits die britische Hitparade so stark, dass für lediglich zwei Wochen ein britischer Hit die Spitzenposition der Charts übernehmen konnte. Den hausinternen, unausgesprochenen Wettbewerb hatte hierbei der Produzentenkollege Norrie Paramor für sich entschieden, denn mit Cliff Richard und seiner Begleitband Shadows waren außergewöhnliche Hitlieferanten für das Schwesterlabel Columbia entdeckt worden. Paramor war es auch, der mit Eddie Calverts Oh mein Papa dem EMI-Konzern im Jahr 1954 den ersten Tophit und Millionenseller beschert hatte. George Martins erster Tophit wurde das am 30. Mai 1961 veröffentlichte You’re Driving Me Crazy von den Temperance Seven im Vaudeville-Stil, das bei EMI zunächst auf große Skepsis stieß. Martins Produzentenkollege Walter J. Ridley hatte beim Schwesterlabel HMV ebenfalls die Nase vorn, als er am 18. April 1959 mit Please Don’t Touch die erste Single für Johnny Kidd & the Pirates aufnahm. Martin nahm im März 1960 Matt Monro unter Vertrag, die britische Antwort auf Frank Sinatra.
Im Juli 1961 verfasste George Martin für die EMI-Hauszeitung unter dem Titel „Nun ja, es ist wirklich ein ziemlich komischer Job“ einen Artikel über die Aufgaben eines Musikproduzenten und Labelchefs. „Ich muss den richtigen Künstler finden, ihm das richtige Songmaterial verschaffen, dazu die richtige musikalische Begleitung arrangieren, ihn ins Tonstudio führen und einen Hit produzieren“.

### Die Beatles werden entdeckt
Am 13. Februar und 9. Mai 1962 empfing George Martin Brian Epstein, den Manager der Beatles, die zuvor bereits von Decca, Pye, Philips, Oriole und sogar EMI (Tochterlabels Columbia und HMV) abgelehnt worden waren. Martin hörte sich die abgelehnten Decca-Aufnahmen an: „[…] ziemlich lausig, schlecht balanciert, keine guten Songs von einer sehr ungeschliffenen Gruppe. […] Aber irgendetwas klang interessant“, ließ Martin durchblicken. Am 4. Juni 1962 versendete Martin einen Plattenvertrag, den er selbst am 6. Juni 1962 unterzeichnete.

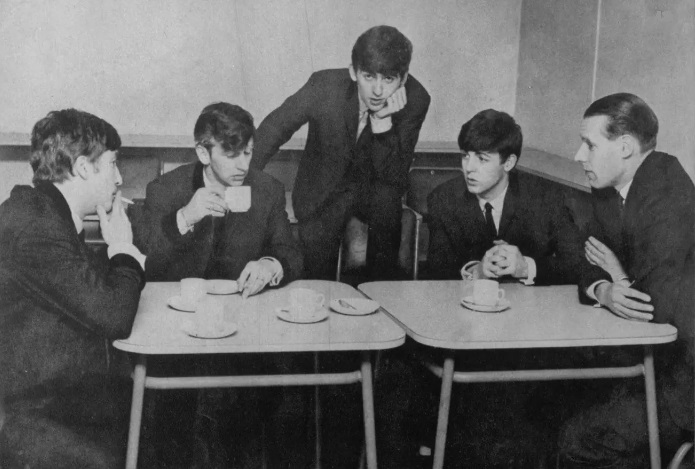
The Beatles und George Martin (rechts), 1963

The Beatles – Love Me Do

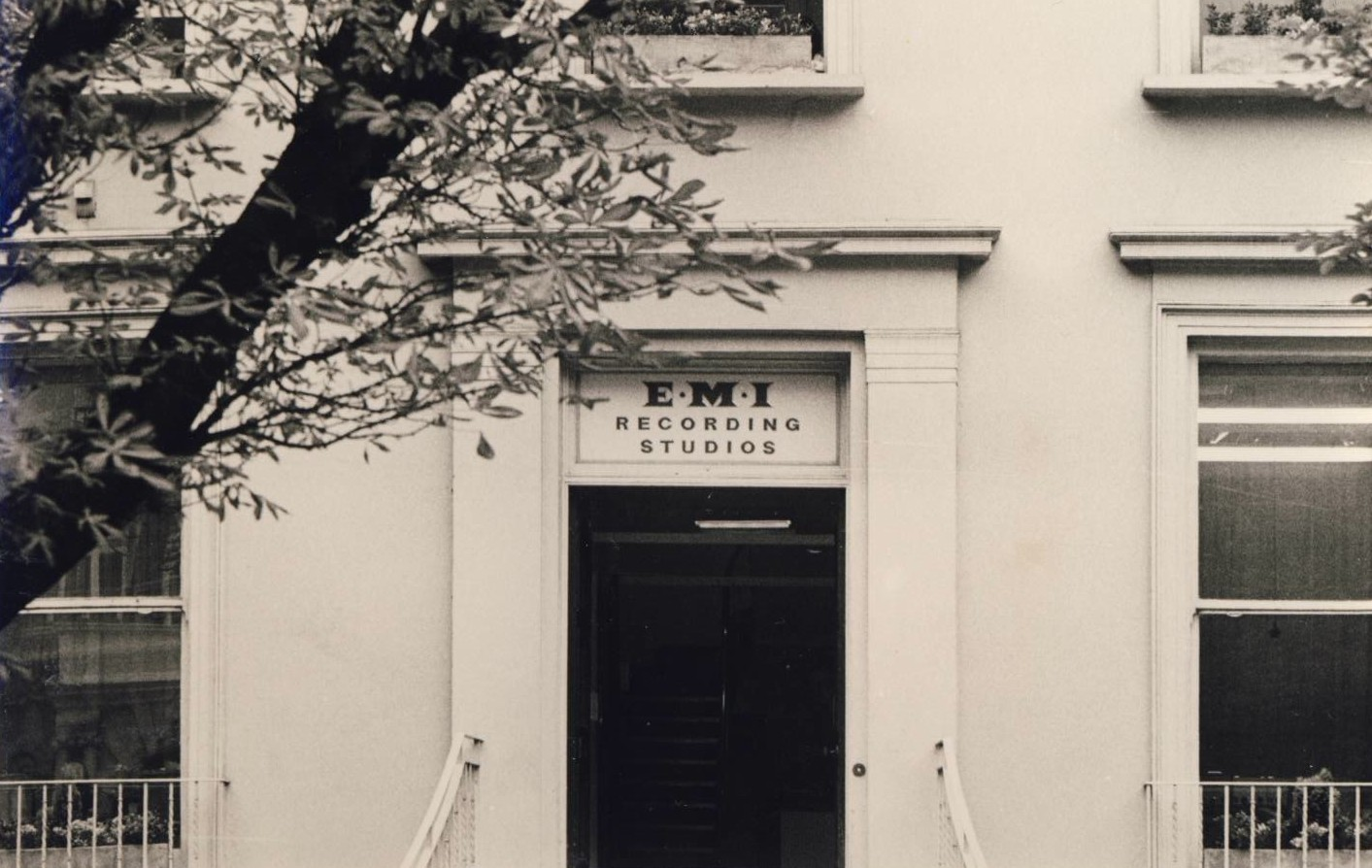
EMI Recording Studios, 1969

Am 6. Juni 1962 fand das einschneidendste Ereignis in George Martins Karriere und der Wendepunkt in der bisherigen Popmusik statt. In den Abbey Road Studios tauchten erstmals die Beatles zu Probeaufnahmen auf, vier pilzköpfige junge Männer aus Liverpool, von deren musikalischen und gesanglichen Fähigkeiten Martin zunächst nicht überzeugt war. Lediglich ihr Humor und ihre Persönlichkeit schienen ihm zu imponieren. Den damaligen Schlagzeuger der Gruppe Pete Best befand er als zu schwach, und er informierte Brian Epstein darüber, Best nicht bei Studioaufnahmen einsetzen zu wollen. „Pete Best war nicht der akzentuierte und nachhaltig spielende Schlagzeuger, den dieser Musikstil erforderte“. Am 4. September 1962 fanden sich die Beatles zur Aufnahmesitzung für ihre erste Single Love Me Do erneut in der Abbey Road ein. Am Schlagzeug hatte Ringo Starr mittlerweile Pete Best ersetzt. Mit dem Ergebnis der Aufnahmen nicht zufrieden, beraumte Martin für den 11. September 1962 eine weitere Sitzung an. In Abwesenheit von Martin setzte dessen Vertreter Ron Richards bei dieser Session alternativ den Studio-Schlagzeuger Andy White ein. Als die Single Love Me Do / P.S. I Love You am 5. Oktober 1962 auf den Markt kam, gelang ihr der Sprung bis auf Rang 17 der britischen Charts. Dabei verstummten die Gerüchte nie, dass Beatles-Manager Brian Epstein 10.000 Exemplare als Inhaber seines Plattenladens zur Verbesserung der Chart-Platzierung geordert habe.
Nun begann die in der Popmusikgeschichte einzigartige Karriere der Beatles, die auch ihren Produzenten George Martin als einen der wenigen Produzenten beinahe ebenso berühmt machte. Waren die ersten Alben der Beatles noch relativ unspektakulär – zumindest, was die eingesetzte Studiotechnik und Instrumentation betrifft – so revolutionierte George Martin bei Alben wie Rubber Soul, Revolver, Sgt. Pepper’s Lonely Hearts Club Band oder Abbey Road die Aufnahmetechnik und Soundgestaltung grundlegend. Er avancierte vom bloßen Produzenten zum Arrangeur und Ideengeber. Ihm war der – für Abbey-Road-Standards – spät vollzogene Wechsel zur Vierspurtechnik ebenso zu verdanken wie die Streicherbegleitung bei Yesterday. Der ersten LP Please Please Me ging eine produktive Studioarbeit voraus, denn am 11. Februar 1963 entstanden zwischen 10:30 und 23 Uhr insgesamt zehn Titel. Hier setzte Martin bei A Taste of Honey erstmals Overdubbing ein, indem er Paul McCartneys Stimme zweimal aufnahm und übereinander kopierte. Aber auch instrumental hatte sich Martin eingebracht: so spielte er bei Misery Klavier und Celesta bei Baby, It’s You.
Martins Soundgestaltung und künstlerische Eingriffe haben danach stattfindende Aufnahmen maßgeblich geprägt. Für And I Love Her schlug er eine Einleitung, die von George Harrison als Eröffnungsriff umgesetzt wurde, und den Tonartwechsel beim Soloteil von fis-Moll nach g-Moll vor. Bei When I Get Home (aufgenommen am 3. Juni 1964; Album A Hard Day’s Night) verlieh ein Overdubbing McCartneys Stimme insbesondere bei den hohen Passagen mehr Ausdruckskraft, innovativ war in der Rockmusik das Overdubbing der Gitarrenriffs bei I Feel Fine (18. Oktober 1964) in Verbindung mit Feedback. Zunehmend setzte George Martin seine Vorkenntnisse aus der klassischen Musik als Arrangeur bei den Beatles-Produktionen ein. Der Sound der Beatles wurde nachhaltig komplexer, Arrangements entwickelten sich erkennbar experimentell. Vorläufiger musikalischer Höhepunkt war die Produktion zu Penny Lane / Strawberry Fields Forever. Während in Penny Lane (29. Dezember 1966) eine B-Piccolo-Trompete (gespielt von Dave Mason) und ein Trompeten-Solo von Philip Jones zu hören sind, deren Vorbild bei Bach zu finden ist, besteht Strawberry Fields Forever (24. November 1966) aus der Abmischung zweier Takes mit unterschiedlicher Geschwindigkeit, auf denen Pauken, Bongos, Alt-Trompete, Flöten und Celli zu hören sind. Auf Martins Idee gehen hier die Ansätze einer Zwölftonreihe zurück; eine vollkommene Anwendung ist jedoch im Lied weder hörbar, noch wird sie durch die Klavierpartitur nachgewiesen.
Mit der als erstes Konzeptalbum apostrophierten LP Sgt. Pepper’s Lonely Hearts Club Band gelang der vorläufige künstlerische Höhepunkt. Es sprengte zudem den zeitlichen und finanziellen Rahmen der bis dahin üblichen Produktionsstandards. In einem Zeitraum zwischen dem 24. November 1966 und dem 20. April 1967 entstanden dreizehn Stücke, für die eine Produktionszeit von über 700 Stunden (meist abends und nachts) vier- bis sechsmal wöchentlich an 129 Aufnahmetagen benötigt wurde. Die Produktionskosten in Höhe von 25.000 £, nach heutiger Kaufkraft etwa 610.000 £, waren für damalige Verhältnisse extrem hoch, hiervon musste der Einsatz von 40 Orchestermusikern und Bläsersektionen finanziert werden. A Day in the Life (19. Januar 1967) präsentierte in Großbritannien erstmals die Achtspurtechnik durch zwei synchron geschaltete Vierspurtonbandmaschinen. Die LP endet so ungewöhnlich wie ihr gesamter Inhalt: in der Auslaufrille ist ein 15 kHz-Hochfrequenzton zu hören, der Hunde irritieren sollte. Die Endlosrille, die bei manuellen Plattenspielern bis zum Abschalten wiederholt wird, enthält Lachgeräusche.
Ausgangspunkt von Martins umfassender Produktionsarbeit war bei den Beatles die Grundidee neuer Songs auf der akustischen Gitarre. Danach half Martin bei der Gestaltung der Einleitung, der Platzierung des Instrumentensolos und entschied über das Ende und die Gesamtspieldauer des Stücks mit. Bis zu ihrer Auflösung im Jahr 1970 produzierte George Martin jedes Album und bis auf eine Aufnahme alle Singles der Beatles, wobei er maßgeblich zu deren Erfolg beigetragen hat. (Das letztlich von Phil Spector produzierte Album Let It Be erschien erst nach der Auflösung.)

### Martin produziert weitere Beatgruppen
Im Gefolge der Beatles erhielten Bands wie Emerson, Lake and Palmer, Gerry & the Pacemakers, Billy J. Kramer & the Dakotas oder die Popsängerin Cilla Black einen Plattenvertrag und wurden ebenfalls von Martin produziert. Weitere Gemeinsamkeiten mit den Beatles waren die Zugehörigkeit zum „Mersey-Sound“ und der Manager Brian Epstein. Alleine im Jahr 1963 verblieben George Martins Produktionen, die bis zum ersten Rang vordrangen, dort für insgesamt 37 Wochen. Mit der am 22. Januar 1963 aufgenommenen ersten Single How Do You Do It? schafften Gerry & The Pacemakers noch vor den Beatles die erste Topnotierung. Komponist Mitch Murray wurde gleich beauftragt, einen weiteren Song zu schreiben. Ergebnis war I Like It, das den Beatles-Titel From Me to You von der Spitze der Charts ablöste, sodass zwischen dem 11. April 1963 und dem 11. Juli 1963 die Nummer eins der britischen Hitparade mit Produktionen von George Martin besetzt war. Die dritte Topnotierung erreichten Gerry & The Pacemakers mit dem am 2. Juli 1963 aufgenommenen Klassiker You’ll Never Walk Alone, den die Fußballfans des FC Liverpool zum Vereinslied an der dortigen Anfield Road erkoren.
Als am 21. März 1963 Billy J. Kramer & Dakotas die Beatles-Komposition Do You Want to Know a Secret von Martin produzieren ließen, war dieser von den kompositorischen Fähigkeiten seiner wichtigsten Gruppe überzeugt. Auf Anhieb kam die ebenfalls aus Liverpool stammende Gruppe hiermit auf den zweiten Platz der britischen Charts. Bereits die am 27. Juni 1963 produzierte Beatles-Komposition Bad to Me konnte mit den Dakotas den ersten Platz der Hitparade und Millionensellerstatus erreichen. Das gleiche Erfolgsmuster wurde bei den Fourmost angewandt. Sie spielten am 3. Juli 1963 die Lennon/McCartney-Komposition Hello Little Girl unter Aufsicht von George Martin ein und brachten es damit auf den neunten Rang. Beste Platzierung mit Rang sechs war für sie das am 23. März 1964 produzierte A Little Loving (nicht von den Beatles verfasst). Martin verstand es auch, die stimmgewaltige Cilla Black zu inszenieren. Deren zweite Single Anyone Who Had a Heart, ein Jahr zuvor bereits ein Millionenseller mit Dionne Warwick in den USA, entstand am 15. Januar 1964, erreichte den ersten Platz der britischen Charts und brachte es ebenfalls zum Millionensellerstatus. Das gelang ihr auch mit dem am 3. April 1964 aufgenommenen Titel You’re My World, der auf ein italienisches Original aus dem Jahr 1963 zurückgeht.
Martin trug zu jener Zeit dazu bei, dass der EMI-Konzern eine führende Rolle als Heimat des „Mersey-Sounds“ weltweit einnahm. EMI erreichte mit seinen Platten insbesondere den US-Markt so gut, dass hier der Begriff „British Invasion“ geprägt wurde. Entweder wechselten sich die Künstler eines einzelnen EMI-Tochterlabels an der ersten Rangstelle der Hitparade ab, oder das geschah gegenseitig durch die Schwesterlabels.

### Eigene Tonstudios entstehen
Der mittlerweile renommierte Produzent George Martin erhielt als Angestellter ein Festgehalt, jedoch keine umsatzabhängigen Tantiemen der Plattenumsätze. Unzufrieden darüber, dass er am wachsenden Erfolg seiner Produktionen nicht angemessen beteiligt wurde, kündigte er Mitte 1964 bei Parlophone und verließ im August 1965 die Plattenfirma, um mit geliehenen 5000 Pfund in London die AIR (Associated Independent Recording) zu gründen, eine unabhängige Produktionsgesellschaft zunächst ohne eigenes Tonstudio. Dieses folgte im Oktober 1970, und erste Aufnahmen entstanden dort am 9. Oktober 1970 für Cilla Blacks LP You’re My World. Es folgte das Album A Lot of Bottle von der Climax Blues Band, das von dem im März 1968 zu AIR gewechselten Chris Thomas produziert wurde.
Mit George Martin gingen weitere wichtige kreative Leute von EMI: sein langjähriger Assistent Ron Richards, Columbias Produzent John Burgess und Peter Sullivan, der lange Zeit bei HMV Assistent des Produzenten Wally Ridley war. Außer den Produzenten gingen auch viele der Interpreten, um sich von AIR produzieren zu lassen, behielten aber ihre Plattenverträge mit den EMI-Labels. Dazu gehörten neben den Beatles auch Manfred Mann, die Hollies, P. J. Proby und Cilla Black. Deshalb sah sich EMI gezwungen, mit AIR einen Vertrag zu schließen. Danach erhielt AIR für eine produzierte Platte sieben Prozent des Einzelhandelspreises von EMI. Im Falle von bei EMI unter Vertrag stehenden Künstlern erhielt AIR zusätzlich eine Produktionstantieme von zwei Prozent des Einzelhandelspreises. Das galt nicht für die Beatles: hier war EMI nur bereit, ein halbes Prozent vom Einzelhandelspreis bei britischen Umsätzen, in den USA lediglich fünf Prozent der Kosten der Pressfabriken zu zahlen. Trotz der anhaltenden Erfolge wurde AIR hierdurch nicht wohlhabend.
Im Jahr 1979 eröffnete Martin eine Zweigstelle der AIR Studios auf der karibischen Insel Montserrat. Erste in den Studios war die Climax Blues Band mit der LP Flying the Flag (veröffentlicht im Dezember 1980). Martin reiste zu einigen Produktionen eigens an, so etwa für das Album Time Exposure der Little River Band (August 1981). The Police nahm hier den Millionenseller Every Breath You Take und andere Titel für die LP Synchronicity zwischen Dezember 1982 und Februar 1983 auf. Zwischen November 1984 und März entstand hier u. a. für die Dire Straits das Album Brothers in Arms, die Rolling Stones spielten hier ihr Album Steel Wheels zwischen dem 29. März und 29. Juni 1989 ein. Wenige Monate später wurde das Studio am 17. September 1989 durch Hurrikan Hugo zerstört. Die völlige Zerstörung des Studios und eines großen Teils der Insel brachte der Ausbruch des Vulkans Soufrière Hills am 25. Juni 1997.
Im Dezember 1992 wurde in der umgebauten viktorianischen Kirche Lyndhurst Hall (gebaut 1880) ein neuer Studio-Komplex im Londoner Stadtteil Hampstead mit einer hervorragenden Akustik eröffnet. Erste Aufnahmesession war die von Henry Mancini im Januar 1993 eingespielte Filmmusik Son of the Pink Panther (Der Sohn des rosaroten Panthers). Bereits im März 1993 übernahmen Chrysalis Records und der japanische Elektronikkonzern Pioneer in einem Joint Venture die Anteile an AIR. In 22 Jahren entstanden bei AIR 22 britische Nummer-eins-Hits.

### Spätere Produktionen
Die Trennung der Beatles verkraftete George Martin übergangslos. Nachdem am 3. Januar 1970 die letzte Aufnahmesession zu I Me Mine stattgefunden hatte, produzierte er bereits ab 14. Januar 1970 für Ex-Beatle Ringo Starr dessen Solo-Album Sentimental Journey, am 14. April 1970 stand er mit dem Jazzer Stan Getz im Studio und produzierte für ihn die LP Marrakesh Express. Im Oktober 1972 regte Ron Kass den Ex-Beatle Paul McCartney dazu an, mit seinen Wings Live and Let Die zu schreiben, den Titelsong zum gleichnamigen James-Bond-Film, für den Martin die Musik des gesamten Films komponierte, arrangierte und produzierte. Am 17. April 1974 produzierte er die LP Holiday für das Trio America, im Januar 1975 sicherten sie sich seine Dienste für ihre LP Hearts, insgesamt sieben Alben entstanden unter seiner Regie für America. Im März 1974 produzierte er die LP Apocalypse für das Mahavishnu Orchestra, Jimmy Webb holte ihn für die LP El Mirage im September 1976. Im Oktober 1974 nutzte Gitarrist Jeff Beck die Expertise von Martin für die erste seiner Instrumental-LPs Blow by Blow (zwei Alben), UFO holte ihn für die LP No Place to Run (Dezember 1979).

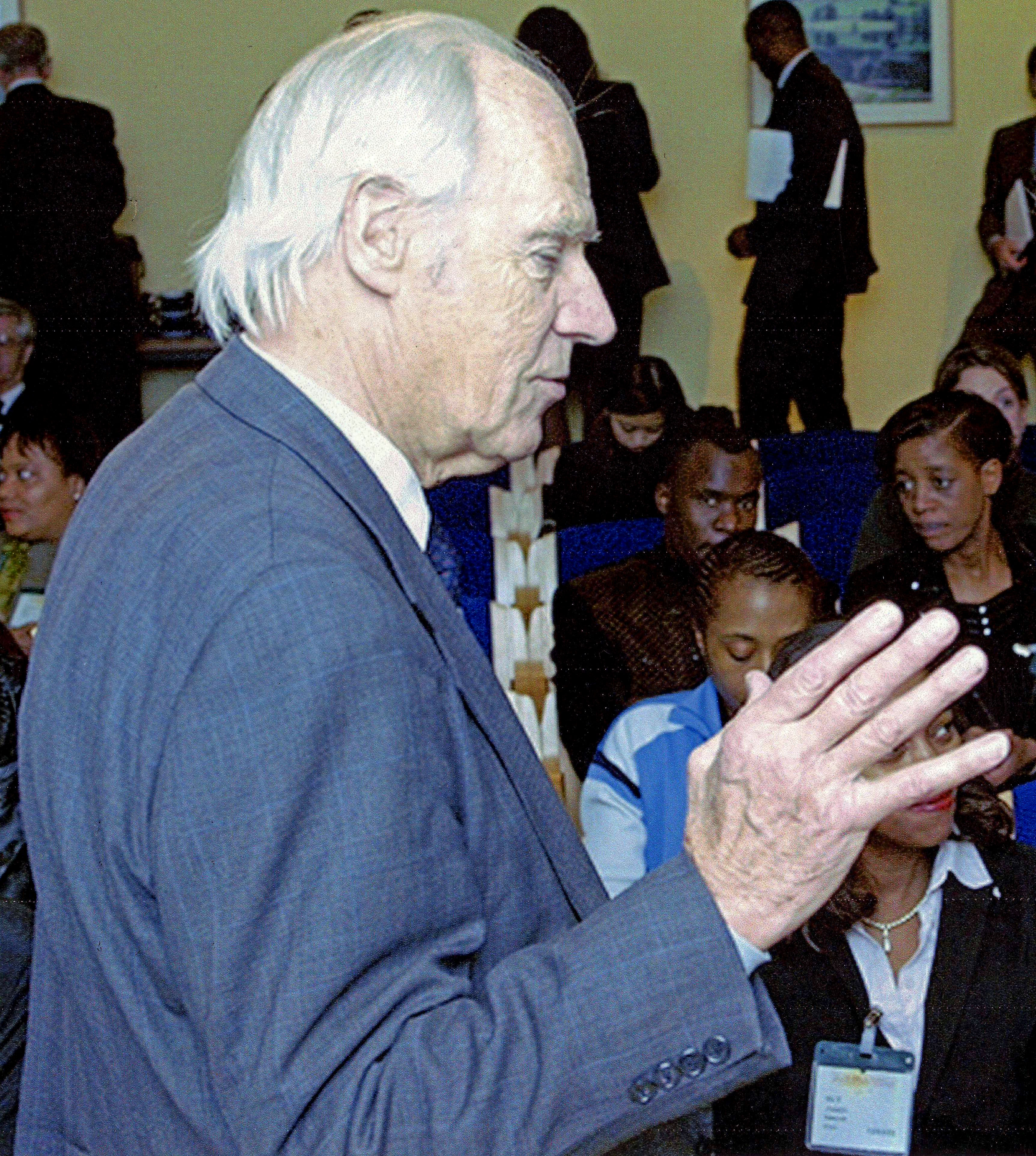
George Martin, 2007

Neil Sedaka beauftragte Martin für die LP A Song (1980), für Ultravox produzierte er die LP Quartet (AIR Montserrat; veröffentlicht im Oktober 1982). Cheap Trick war im Februar 1980 mit dem Album All Shook Up an der Reihe. Am 27. Februar 1981 produzierte er den anti-rassistischen Duett-Titel Ebony and Ivory für Paul McCartney und Stevie Wonder, das nach rechtlichen Unstimmigkeiten der Plattenfirmen der beiden Künstler erst im März 1982 erscheinen konnte. Folgeaufträge für Martin waren dann die McCartney-LPs Tug of War (veröffentlicht im April 1982) und Pipes of Peace (Oktober 1983). Martin hatte auch eine Session von Rupert and the Frog Song im 1982 erschienenen Video zu We All Stand Together geleitet, bei der die King’s Singers und der Chor von St. Paul’s Cathedral beteiligt waren. Auch das Duett zwischen Paul McCartney und Michael Jackson, Say Say Say (3. Oktober 1983) wurde von Martin zwischen Mai und September 1981 in der Abbey Road produziert. Countrysänger Kenny Rogers ließ die im Dezember 1985 erschienene LP The Heart of the Matter von Martin produzieren.
Im Jahr 1997 produzierte Martin seinen dreißigsten Tophit mit Candle in the Wind, Elton Johns Hommage auf die gerade verstorbene Lady Diana. Mit knapp 37 Millionen weltweit verkauften Exemplaren gehört die Single zu den erfolgreichsten Plattenproduktionen aller Zeiten. Wenige Wochen später, am 15. September 1997, veranstaltete er mit Music for Montserrat eine große Benefiz-Gala für den durch einen Vulkanausbruch zerstörten Standort seines Studios. In der DVD-Aufnahme des Konzertes ist George Martin als Moderator zu sehen. Am 23. März 1998 wurde mit der CD In My Life Martins letztes Werk veröffentlicht, für das er renommierte Interpreten in die AIR Lyndhurst-Studios einlud, Beatles-Kompositionen vorzutragen. Als Künstler sind unter anderem Céline Dion, Sean Connery, Jeff Beck, Jim Carrey und Robin Williams zu hören. Am 17. Juli 2001 erschien in eigener Angelegenheit die sechsteilige Kompilations-CD Produced by George Martin mit den wichtigsten, von ihm innerhalb von 48 Jahren produzierten Titeln. Am 17. November 2006 erschien das von ihm und seinem Sohn Giles produzierte Album Love, das Beatles-Stücke in neuem Klang präsentiert.

## Statistik und Auszeichnungen
Martin ist als Produzent bei 4836 Titeln registriert, die Gesamtzahl dürfte deutlich über 5000 betragen. Insgesamt war er als Produzent für 30 Nummer-eins-Hits verantwortlich. Zusammen mit Paul McCartney und anderen gründete er im Januar 1996 das Liverpool Institute for Performing Arts, dem er darüber hinaus als Patron verbunden war. Es beinhaltet ein nach George Martin benanntes Tonstudio.
Den ersten von insgesamt drei Grammy Awards erhielt er 1967. Zehn Jahre später folgte der BRIT Award als bester britischer Produzent der vergangenen 25 Jahre, 1984 für herausragende Beiträge zur Musik.
Im Jahr 1988 wurde er Commander des Order of the British Empire (CBE). Am 15. Juni 1996 wurde er von Elisabeth II. in den Ritterstand erhoben und ließ beim College of Arms ein Wappen registrieren.
Am 15. März 1999 wurde er in die Rock and Roll Hall of Fame aufgenommen und am 14. November 2006 in die UK Music Hall Of Fame.

## Privates
George Martin war seit 1966 in zweiter Ehe verheiratet mit Lady Judy Martin (1928–2023), die er als Witwe hinterließ. Aus dieser Ehe gingen eine Tochter (* 1967) und sein Sohn Giles Martin (* 1969) hervor. Eine weitere Tochter (* 1953) und sein Sohn Gregory Paul Martin (* 1957) entstammen der ersten Ehe mit Jean „Sheena“ Chisholm, die von 1948 bis zur Scheidung 1965 dauerte.

## Diskografie
- A Hard Day’s Night: Instrumental Versions of the Motion Picture Score (1964)
- Off the Beatle Track (1964)
- George Martin Scores Instrumental Versions of the Hits (1965)
- Help! (1965)
- George Martin Instrumentally Salutes The Beatle Girls (1966)
- The Family Way (1967)
- London By George (1968)
- Yellow Submarine (Seite 1: The Beatles, Seite 2: The George Martin Orchestra, 1969)
- Live and Let Die (Filmmusik zum gleichnamigen Film, 1973)
- Beatles to Bond and Bach (1978)
- In My Life (1998, UK: Gold)[27]
- Produced by George Martin (2001)
- Completely Cilla: 1963–1973 (alle 139 Aufnahmen von Cilla Black, die von George Martin produziert wurden, 2012)

## Filmmusik (Auswahl)
- 1964: Yeah! Yeah! Yeah! (A Hard Day’s Night)
- 1972: Malta sehen und sterben (Pulp)
- 1973: James Bond 007 – Leben und sterben lassen (Live and let die)
- 1973: Die Optimisten (The Optimists of nine Elms)
- 1981: Da steht der ganze Freeway Kopf (Honky Tonk Freeway)